# Карасай (Западно-Казахстанская область)
Карасай (каз. Қарасай) — упразднённое село в Бокейординском районе Западно-Казахстанской области Казахстана. Входило в состав Ординского сельского округа. Код КАТО — 275443200. Исключено из учётных данных в 2020 г.

## Население
По данным 1999 года, в селе не было постоянного населения. По данным переписи 2009 года, в селе проживал 201 человек (103 мужчины и 98 женщин).